# Obal (sídlo)
Obal (bělorusky Обаль, rusky Оболь – Obol) je sídlo městského typu ve Vitebské oblasti v Bělorusku. K roku 2018 v něm žilo přes 2,3 tisíce obyvatel.

## Poloha a doprava
Obal leží na stejnojmenné řece, přítoku Dzviny. Patří do Šumilinského rajónu Vitebské oblasti. Od Šumiliny, správního střediska rajónu, je vzdálen přibližně třiadvacet kilometrů severozápadně.
Přes Obal prochází silniční i železniční spojení z Vitebsku do Polocku.

## Dějiny
První zmínka je z 16. století, kdy byla oblast ovládána Litevským velkoknížectvím. Po prvním dělení Polska připadl Obal v roce 1772 ruskému impériu.
Po první světové válce připadl Obal do Běloruska, pak byl krátce přidělen do Ruské sovětské socialistické republiky, než bylo toto přiřazení v roce 1924 zrušeno.
Za druhé světové války byl Obal v letech 1941–1944 okupován německou armádou.